# Аудоин

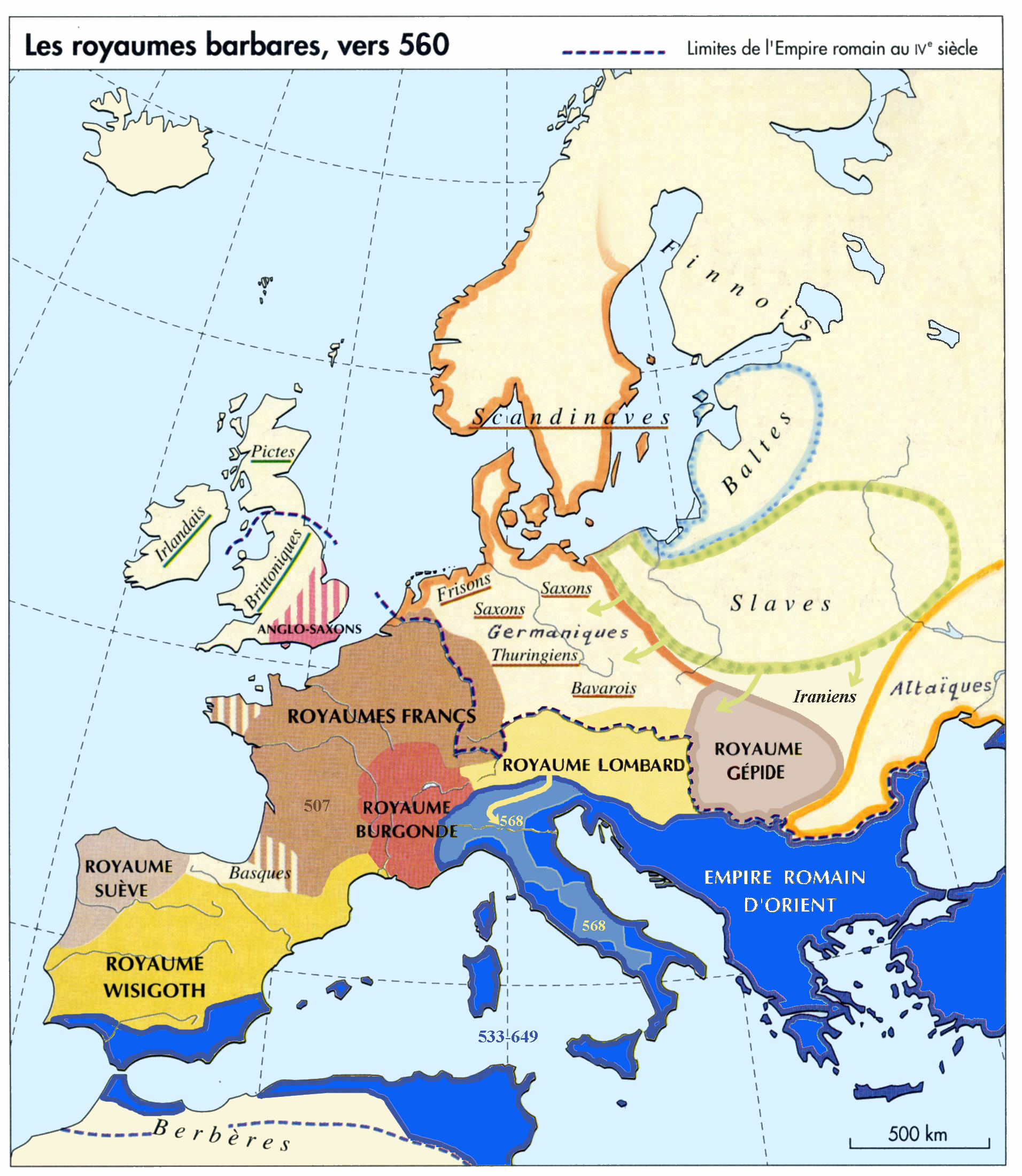
Европа в 560 году

Аудои́н (лат. Audoin; умер не позднее 566) — король лангобардов (546— не позднее 566) из рода Гаузы.

## Биография

### Происхождение и приход к власти
О происхождении Аудоина известно очень мало. Согласно историческим источникам лангобардского происхождения, его мать Мения, вдова короля тюрингов Бизина, около 510 года вторым браком вышла замуж за неизвестного по имени представителя лангобардского рода Гаузы. В трактате «Historia langobardorum Codicis Gothani» этот супруг Мении упоминается как «король Писса», однако какой статус был у этой персоны в Лангобардском королевстве, неизвестно.
Ко времени смерти короля Вахо около 540 года Аудоин являлся одним из самых знатных лангобардов. Связанный родством с королевской семьёй (его единоутробная сестра Раникунда, дочь Мении от первого брака, в 510—512 годах была женой Вахо), он был назначен опекуном малолетнего короля Вальтари.
Уже в правление Вальтари Аудоин распоряжался королевством как своим собственным, хотя никаких подробностей о событиях того времени в средневековых исторических источниках не сохранилось. В 546 году Вальтари скончался: по одним данным он был убит Аудоином, по другим — умер от болезни. Его преемником был провозглашён Аудоин, таким образом, основавший новую королевскую династию лангобардов.

### Лангобардско-византийский союз
Правление короля Аудоина отмечено значительным укреплением лангобардско-византийского союза, заключённого ещё при его предшественниках. К началу правления Аудоина лангобарды были одним из сильнейших народов левобережья Дуная. Они проживали на равнине Фельд (между современными Веной и Братиславой) и их земли были отделены от Византии владениями враждебных им гепидов. Гепиды так же считались союзниками Византии и получали от императорского двора в Константинополе выплаты. Однако они регулярно поддерживали славян, совершавших нападения на придунайские провинции Византии, и иногда сами вступали в вооружённые столкновения с византийцами. Чтобы противопоставить гепидам лангобардов и ещё больше усилить вражду между двумя народами, император Юстиниан I в 546 году объявил о передаче лангобардам города Сирмий (современная Сремска-Митровица), важного пункт на Дунае, а также Паннонии и Норика, на которые претендовали и гепиды. После этого лангобарды переселились в Паннонию и стали непосредственными соседями Византии.
Предполагается, что благодаря союзу с Юстинианом I король Аудоин с помощью византийцев смог отразить попытки франков установить свою власть над Дунайской низменностью.

### Первый лангобардско-гепидский конфликт
Передача лангобардам Сирмия привела их в 548 или 549 году к открытому конфликту с гепидами. Обе стороны попытались заручиться поддержкой императора Византии Юстиниана I и направили посольства в Константинополь. Юстиниан I принял решение поддержать лангобардов, менее многочисленных, но более лояльных к Византии. Он заключил с Аудоином клятвенный союз о военной помощи, и послал к лангобардам войско в 10 000 всадников и 1500 герулов (остальные 3000 герулов, находившиеся на византийской службе, ещё раньше перешли к гепидам). Как только гепиды узнали о приближении византийского войска, они немедленно заключили мир с лангобардами. В знак искренности мира со стороны гепидов, король Аудоин потребовал от них выдачи претендента на лангобардский престол, представителя бывшей правящей династии Летингов Хильдигиса. Однако гепиды отказались это сделать и беспрепятственно позволили тому удалиться в земли его союзников славян.

### Лангобардско-гепидский конфликт 550 года
В 550 году лангобарды и гепиды возобновили войну. Король Аудоин и король гепидов Торисвинт двинулись с войсками навстречу друг другу, но по необъяснимым причинам накануне битвы воины обеих армий в панике разбежались и королям пришлось заключить перемирие сроком на два года. Гепиды, опасаясь, что император Византии Юстиниан I окажет помощь лангобардам, заключили военный союз с кутригурами и получили от них 12 000 воинов. Однако так как срок перемирия ещё не истёк, а содержание войска союзников было для гепидов обременительно, они переправили кутригуров через Дунай, чтобы те грабили провинции Византии. В ответ император Юстиниан I направил на земли кутригуров своих союзников утигуров, которые в упорной битве разбили войско кутригуров, разорили их селения и пленили семьи. Те кутригуры, которые разоряли придунайские провинции, и те, которые бежали от утигуров, заключили мир с Юстинианом I и в качестве федератов были поселены во Фракии. Таким образом гепиды остались без поддержки этих союзников.

### Первое появление лангобардов в Италии
В 552 году король Аудоин, как союзник императора Византии Юстиниана I, направил в войско византийского полководца Нарсеса, воевавшего на Апеннинском полуострове против короля остготов Тотилы, 2500 знатных и более 3000 простых воинов. В сражении при Тагине лангобарды вместе с другими варварами располагались в центре боевого порядка византийской армии. Сразу же после победы в битве и гибели Тотилы Нарсес, одарив лангобардов богатыми дарами, отослал их обратно на родину, так как они совершали многочисленные насилия над местными жителями. Рассказы возвратившихся из Италии лангобардских воинов произвели большое впечатление на лангобардов, сыграв значительную роль в мотивировании позднейшего завоевания ими этой страны.
Примерно к тому же времени относятся и свидетельства о присутствии отрядов лангобардов в византийском войске, участвовавшем в войне с Сасанидским Ираном.

### Битва на поле Асфельд
По истечении срока двухлетнего перемирия в 552 году война между лангобардами и гепидами возобновилась. Гепиды попытались заключить союз с императором Византии Юстинианом I, обещая прекратить помощь славянам, разорявшим балканские провинции империи. Юстиниан I сперва дал согласие, но затем отказался от идеи поддержать гепидов и направил в помощь лангобардам большое войско. Однако из-за религиозного мятежа в городе Ульпиана к лангобардам прибыл лишь небольшой отряд во главе с Амалафридом, сыном короля тюрингов Герменефреда и братом супруги короля Аудоина. Лангобарды и гепиды сошлись для битвы на поле Асфельд. Лангобардами командовал король Аудоин, гепидами — Торисмод, сын короля Торисвинта. В ходе произошедшего ожесточенного сражения сын лангобардского короля Альбоин убил Торисмода. Видя гибель своего полководца, гепиды обратились в бегство, понеся при отступлении огромные потери. Король гепидов Торисвинт незамедлительно заключил с лангобардами мир, одним из условий которого было взаимное устранение претендентов на лангобардский и гепидский престолы: гепиды убили находившегося у них Хильдигиса, а лангобарды — Устригота, сына бывшего короля гепидов Гелемунда.

### Последние годы короля Аудоина
После победы над гепидами лангобардская знать потребовала от Аудоина признать Альбоина своим соправителем и Аудоину, несмотря на своё нежелание, пришлось это сделать.
В источниках лангобардского происхождения сообщается, что Аудоин был женат на Роделинде. В свою очередь Прокопий Кесарийский писал, что женой Аудоина была тюрингская принцесса, дочь Герменефреда и Амалаберги и, таким образом, племянница короля остготов Теодориха Великого. Однако византийский историк не назвал имени этой супруги короля лангобардов. Из-за этого среди современных медиевистов идут споры о том, являются ли Роделинда и тюрингская принцесса одной персоной, или король Аудоин был женат дважды. Не вызывает сомнения только то, что Роделинда была матерью Альбоина. Скорее всего, у Аудоина был ещё один сын, имя которого в источниках не упоминается, но о котором известно, что его детьми были герцоги Фриуля Гизульф I и Гразульф I.
Альбоин между 556 и 563 годом вступил в брак с Хлодозиндой, дочерью короля франков Хлотаря I. После этого сведений о правлении короля Аудоина нет. Предполагается, что он скончался не позднее 566 года, когда в исторических источниках впервые королём лангобардов называется его сын и преемник Альбоин.
Получив благодаря своим военным успехам огромную известность, Аудоин и Альбоин стали персонажами эпических сказаний не только лангобардов, но и отдалённых германских народов Европы. Так, они упоминаются в англосаксонской поэме «Видсид»: в ней Аудоин назван Эадвине, а Альбоин — Эльфвине.